# ستراک راشماجیان
ستراک تیگرانی راشماجیان (ارمنی: Սեդրակ Տիգրանի Ռաշմաճյան؛ زاده ۲۳ مهٔ ۱۹۰۷ - درگذشته ۱ دسامبر ۱۹۷۸) نقاش اهل ارمنستان بود.

## زندگی‌نامه
وی در در آلکساندراپول در به دنیا آمد و از کالج دولتی هنرهای زیبای پانوس ترلمزیان فارغ‌التحصیل گشت. وی همچنین برنده جوایزی همچون نقاش شایسته ارمنستان شوروی شد. وی در ۱ دسامبر ۱۹۷۸ در سن ۷۱ سالگی در ایروان درگذشت.